# انجمن حمایت از قانون امپراتوری
انجمن حمایت از قانون امپراتوری، تایسی یوکوسان کای
(به ژاپنی: 大政翼贊會/大政翼賛会, Taisei Yokusankai) یک سازمان در امپراتوری ژاپن بود که توسط نخست‌وزیر ژاپن
فومیمارو کونوئه در دوران جنگ جهانی دوم تشکیل شد.